# Aphonoides albonotatus
Aphonoides albonotatus är en insektsart som beskrevs av Lucien Chopard 1954. Aphonoides albonotatus ingår i släktet Aphonoides och familjen syrsor. Inga underarter finns listade i Catalogue of Life.